# 85 mm M1939 (52-K)
Het 85 mm M1939 (52-K) luchtverdedigingskanon (Russisch: 85-мм зенитная пушка обр. 1939 г. (52-К)) was een Russisch kanon bedoeld voor gebruik tegen vijandelijke vliegtuigen. Het kanon kon 360 graden om zich heen schieten en had een elevatie van 82 graden tot -3 graden. 

## Tankkanonnen D-5T en ZiS-53
In 1942 werden er twee verschillende tankkanonnen gemaakt op basis van dit kanon: de D-5T en ZiS-53. Dit werd gedaan omdat het F-34 kanon niet genoeg vuurkracht had om Duitse tankpantsers te doorboren. De D-5T (oorspronkelijk D-5, want de "T" staat voor Танк, wat tank betekent) was ontworpen door het ontwerpbureau van generaal Fjodor Petrov en werd uiteindelijk toegepast op de SU-122 om de SU-85 tankjager te maken. De D-5 was te groot voor de oorspronkelijke T-34/76 geschutskoepel en er werd dus een nieuwe ontworpen. Het ontwerpbureau van generaal Vasili Grabin kreeg dezelfde opdracht en kwam met het ZiS-53 kanon. A. Savin nam de opdracht van Grabin over, omdat Grabin werd overgeplaatst. Ook K. Siderenko kwam met een ontwerp: de S-18.
Na testen kwam Gabins ontwerp (ZiS-53) als beste uit de test, maar deze werd niet toegepast, omdat Petrovs D-5 al een aangepaste geschutskoepel had en dus meteen in productie kon worden genomen. De S-18 was niet goed genoeg en het ontwerp werd afgedankt. De nieuwe tank kreeg de naam T-34/85. De ZiS-53 werd nog door gemodificeerd tot de ZiS-S-53, met de tweede "S" verwijzend naar Savins aanpassingen, zodat hij in de nieuwe geschutskoepel van de T-34/85 zou passen, maar werd door te weinig vuurkracht afgedankt. Later bleek echter dat het nieuwe kanon vergeleken met zijn Duitse tegenhangers (de Panther en Tiger) te zwak was en het 100 mm M1944 (BS-3) veldkanon werd ontworpen.